# 114e brigade d'aviation tactique
La 114e brigade d'aviation tactique  est une unité de la Force aérienne ukrainienne.

## Équipement

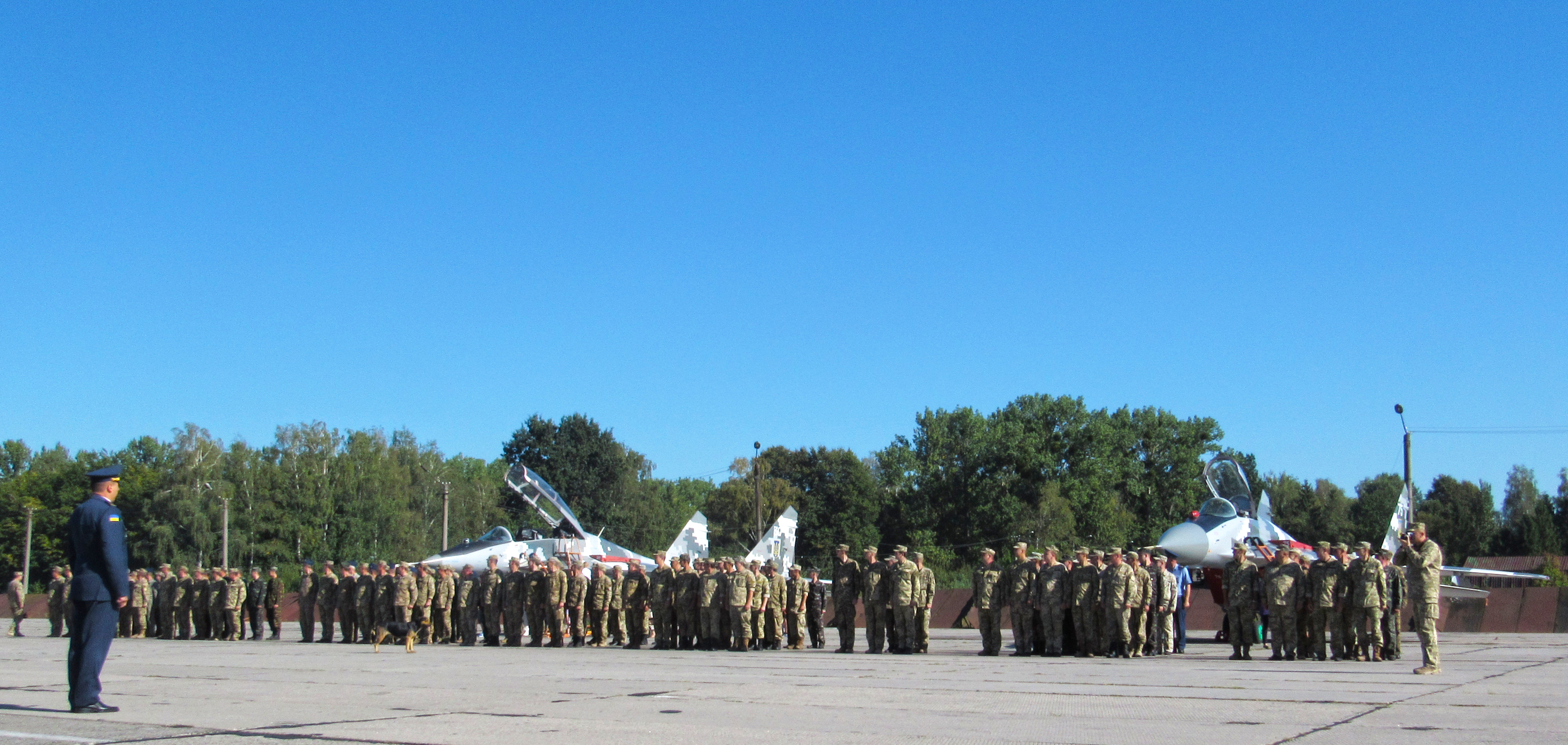
MiG-29 de la en 2016.

- F-16AM depuis 2024.
- MiG-29, MiG-29UB, MiG-29M1.
- L39M1.

## Historique
Il reprend le 114e régiment d'aviation de chasse de Tallin
Au début de 1992 le régiment était doté d' avions MiG-29.
En 1992, elle prêtait le serment de loyauté au peuple ukrainien.

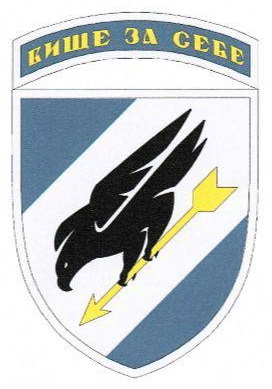
Insigne d'épaule.

L'unité est engagée lors de l'invasion de l'Ukraine par la Russie en 2022.
Elle perd le pilote de vingt-trois ans casque bleu Vladyslav Zalistovskyi le 5 janvier 2024.
Le 29 juin 2025, le pilote de F-16 Pidpolkovnyk Maksyim Ustymenko meurt lors de l'interception de drones russes.

### Commandants
...
- 2006 – 2008 : colonel Anatoliy Kryvonojko ;
- 2008 – 2011 : colonel Serhiy Georgiyovytch Bykhovets ;
- 2011 – 2015 : colonel Serhiy Mykolayovytch Goloubtsov ;
- 2015 – 2018 : colonel Youry Viktorovytch Pohorilyy ;
- depuis 2018 : colonel Evgeniy Kadymovych Karjaï.